# Parque Ecológico do Sóter
O Parque Ecológico do Sóter é um parque localizado em Campo Grande, Mato Grosso do Sul, Brasil. Foi inaugurado no fim de 2004. Projetado como parque modelo, dispõe de área verde com 22 hectares, quadras poliesportivas, pista de skate e patinação, pista de cooper, ciclismo e quiosque com churrasqueira.